# Казаков, Пётр Яковлевич
Пётр Яковлевич Казаков (26 января (8 февраля) 1913, Сормово, Балахнинский уезд, Нижегородская губерния, Российская империя — 22 мая 1978, Горький, РСФСР, СССР) — советский хозяйственный, государственный и политический деятель.

## Биография
Родился в 1913 году в Сормове. Член ВКП(б) с 1940 года.
С 1931 года — на хозяйственной, общественной и политической работе. В 1931—1963 гг. — слесарь на Горьковском автомобильном заводе, на заводе «Красное Сормово», мастер мастерской приспособлений паровозомеханического цеха, начальник отдела, секретарь партийной организации паровозомеханического цеха № 1 завода «Красное Сормово», заведующий промышленно-транспортным отделом Сормовского райкома ВКП (б) города Горького, секретарь, первый секретарь Сормовского райкома КПСС города Горького, первый секретарь Горьковского горкома КПСС
Избирался депутатом Верховного Совета РСФСР 5-го и 6-го созывов.
Умер в 1978 году. Похоронен на Красном кладбище.